# Lund (Gävleborg)
Lund – miejscowość (tätort) w Szwecji, w regionie administracyjnym (län) Gävleborg, w gminie Gävle.
Według danych Szwedzkiego Urzędu Statystycznego liczba ludności wyniosła: 463 (31 grudnia 2018) i 467 (31 grudnia 2019).